# Punk
A punk (vagy punk-rock) egy könnyűzenei mozgalom, amely 1974-1975 táján alakult ki (habár átmeneti formái már évekkel korábban is léteztek) olyan együttesek, mint a Ramones, a Sex Pistols, a The Damned és a The Clash zenéjével. A fogalom használható azokra a zenei színterekre is, amelyek ugyan később jelentek meg, de hasonló alapvető jellemzőkkel rendelkeznek, mint az első generációs „punk”, azonban gyakran tévesen utalnak vele egyéb együttesekre is, a „viselkedés”, illetve a „fiatalkori agresszió” fogalmán keresztül.[forrás?] A fogalmat gyakran használják a zenei mozgalomhoz kapcsolódó divatirányzattal, ideológiával és szubkultúrával, vagy akár a „csináld magad” hozzáállással kapcsolatban is.

## Jellemzői

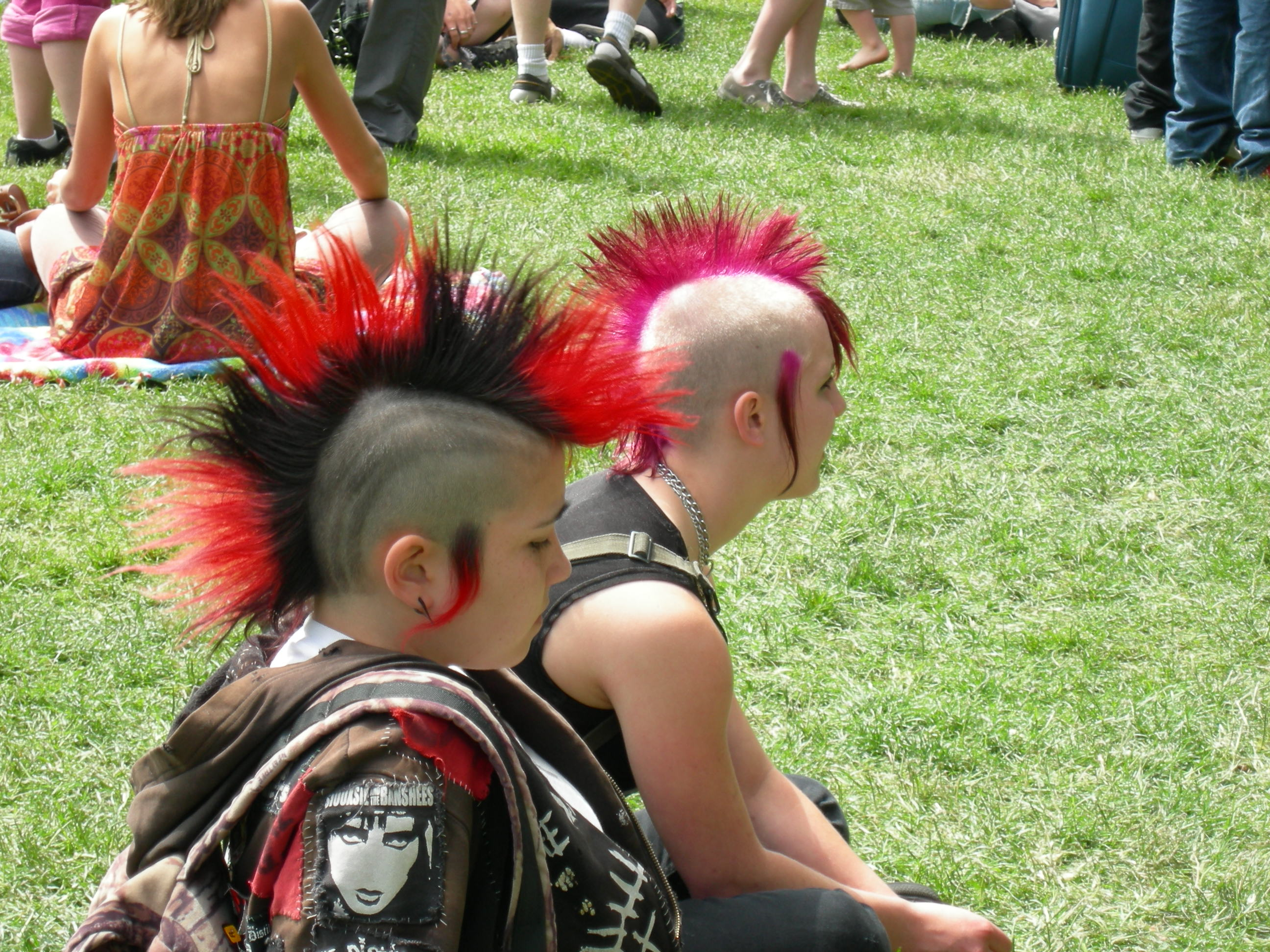
Mohawk frizurás punk lányok

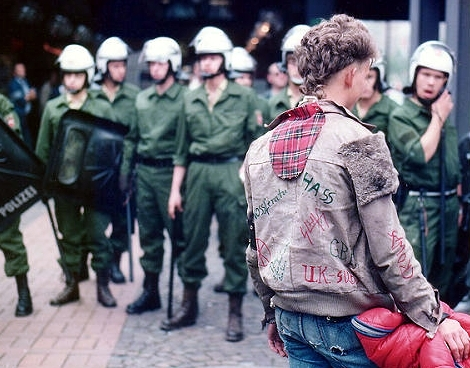
Egy lázadó punk szemben a rohamosztaggal (1984)

A punkegyüttesek gyakran próbálnak versenybe szállni a hatvanas évek garázs rock együtteseivel. A punknál fontosak az egyszerű zenei szerkezetek és megoldások. A korai angol punk fanzin, a Sniffin' Glue 1977-ben megjelentetett néhány ábrát, amely három akkordot ábrázolt, az alábbi kísérő szöveggel: „Ez egy akkord, ez egy másik, ez egy harmadik. Most alakíts együttest.” A legtöbb punkdal versszak-refrén szerkezetű és 4/4-es ütemmutatójú. A rövid számok szintén a stílus alapjaihoz tartoznak. A dalok hossza általában két és fél perc, de néha kevesebb, mint fél perc.
A punk jellegzetes hangszerei a dobfelszerelés, egy vagy két elektromos gitár és egy elektromos basszusgitár, amelyek az éneket kísérik. A dobok többnyire keményen és szárazan szólnak és egyszerű felépítésűek, általában négy darabos készletet használnak, amely tartalmaz egy pergődobot, egy állótamot, egy lábdobot és egy basszusdobot, valamint néhány cintányért, köztük egy hi-hatet, egy-két crasht és egy ride-ot. A dobverők szintén egyszerűek, az alap negyedek lejátszására a basszusdobot vagy a lábdobot használják (habár a hardcore punk dobjátéka általában gyorsabb és nehezebb, mégis azonos felszerelést igényel). A basszusszekció általában a gitáros(ok) által játszott akkord néhány alaphangjegyét szólaltatja meg. A gitárrészek nagyrészt torzított power akkordok, hasonlóak a Link Wray által játszottakhoz, habár némelyik együttes surf rock szemléletű, könnyebb, „vibrálóbb” dallamokat játszik. Az ének (az angolszász előadók esetében) gyakran nazális, és inkább beszédnek, mint éneknek hat. A zene legyártása során a minimumra törekednek, némelyik felvételt egy garázsban álló felvevővel rögzítik. Az együttes tagjai legtöbbször nemcsak zenélnek, hanem a felvételeket is maguk készítik és terjesztik.
Egy fiatal punk így beszélt róla: „A punk nem holmi zenei műfaj, nem egy stílusirányzat, a punk egy életérzés…”
Az 1970-es évek közepén a punkdalszövegek szókimondóak voltak, társadalmi és politikai téren egyaránt, amely megkülönböztette őket a kortárs művektől. Az olyan szerzemények, mint például a The Clash „Career Opportunities” és „London's Burning” című számai, a munkanélküliséggel, az unalommal és a városi élet más nyomasztó problémáival foglalkoztak; néha nyíltan becsmérelve a kormányzatokat és az uralkodóházakat, ahogyan azt a Sex Pistols is tette a „God Save The Queen” és az „Anarchy in the UK” című dalaiban; egyesek pedig határozottan anti-romantikus módon ábrázolták a szexet és a szerelmet, ahogyan a The Voidoids' tette a „Love Comes in Spurts”-ben.

## Történelem

### Kezdetek
A „punk-rock” kifejezés az 1960-as évek képzetlen gitár- és énekalapú amerikai rock and roll-együtteseire utal (például The Standells, The Sonics, The Seeds), amelyeket gyakran „garázsrock”-együttesekként soroltak be. A kifejezés Dave Marsh rock zenei kritikustól származik, aki elsőként használta a ? and the Mysterians jellemezésére, az 1971 májusában, a Creem magazinban megjelent cikkében, az 1970-es években azonban számos más rock zenei újságíró is átvette. A gitárosként és kritikusként is tevékenykedő Lenny Kaye is felhasználta a hatvanas évek garázsrock-együtteseivel és a pszichedelikus rock kezdetleges követőivel kapcsolatban. Lenny Kaye nem sokkal ezután Patti Smith avantgárd költővel együttest alakított, az elsőként, 1975-ben megjelent Horses című albumuk pedig nagy hatást gyakorolt a hetvenes évek punk-rockereire. Részben ez vezetett ahhoz, hogy a zenére utalva, a kifejezést egyszerűen „punk”-ra rövidítették.
Az 1960-as évek garázsegyütteseire gyakorolt hatása mellett a punk-rock gyökereihez tartozik a durva viselkedés, a színpadi és a színpadon kívüli erőszak, amely a hangszerek megrongálására is kiterjed, ahogyan az a korai Rolling Stones és a The Who esetében is megfigyelhető, és amely viselkedésmód visszavezethető az ötvenes évek végére, Eddie Cochranhez és Gene Vincenthez; a goromba és disszonáns stílusú The Velvet Undergroundhoz; a szexuális és politikai konfrontációikról és színpadi erőszakosságukról is ismert detroiti Alice Cooperhez, Los Saicoshoz, The Stoogeshez és MC5-hoz; az angol pub rock színteret és a politikai undergroundot képviselő Mick Farrenhez és a The Deviantshoz; a New York Dollshoz és a hetvenes évek néhány brit „glam rock” illetőleg „art rock” előadójához, például David Bowie-hoz, Garry Glitterhez és a Roxy Musichoz. Megállapítható, hogy más műfajok, mint például a reggae, a funk vagy a rockabilly is hatást gyakoroltak a korai punk-rockra.
A punk-rock válaszreakció volt a hetvenes évek populáris zenéjére, mindarra, amit a punkok a felszínes diszkózenében, a bombasztikus heavy metalban, progresszív rockban és aréna rockban láttak megtestesülni. A punk elutasította a hatvanas évek hippi ellenkultúrájának maradványait is. Lenézték az olyan együtteseket, amelyek túlélték a hatvanas éveket (például a Jefferson Airplane-t), mivel szerintük a korábban radikális kijelentéseik miatt általuk is tisztelt előadók elbutultak és szégyent hoztak magukra. Erre az egyik leggyakrabban felhozott példa a hetvenes évek közepén a televíziós sörreklámokban szereplő Eric Clapton, aki a hatvanas évek rockzenei ikonjaként szó szerint eladta magát a rendszernek, amellyel korábban szemben állt.
Az ötvenes és hatvanas évek európai szituacionista mozgalma által képviselt kulturális kritika és lázadási stratégiák hatással voltak a brit punk mozgalom első képviselőire, különösen a Sex Pistolsra. A Pistols menedzsere, Malcolm McLaren tanulmányozta a szituacionista elveket, amelyek Vivienne Westwood által öltöttek formát az együttes ruházatában, továbbá feltűntek a Jamie Reid által a számukra készített grafikákon is.
A brit punkmozgalom átvette a Skiffle-től a „csináld magad” attitűdöt, amely a második világháború után, az 1950-es években bukkant fel Angliában. A brit punk-rock megjelenése egybeesett a háború utáni konszenzus időszakának végével, amely megelőzte a thatcherizmust, és szinte az összes együttes munkásságában felbukkan a dühödt társadalmi elidegenedés.
A 20. század második felében az anarchizmus a punk eszmei olvasztótégelyében ruházódott fel az önszerveződő társadalom elméletével és azzal a gondolattal, hogy az anarchizmus nem csak szükségszerű, hanem mindenkinek jó is.

### Korai előadók

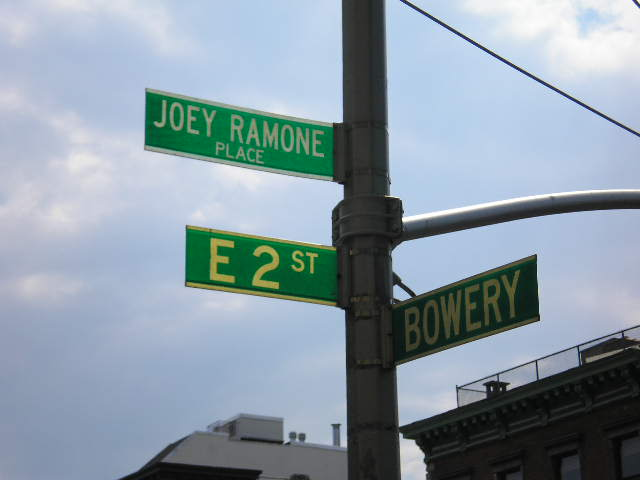
Egy New York-i utcatábla, a Ramones énekesének nevével

A punkszíntér a Velvet Underground, majd azt követően a Mercer Arts Center környékén megjelenő underground rock szinteret felváltva, 1974-1976 táján kezdett kialakulni New Yorkban, ahol az első együttesek a Max's Kansas City és a CBGB klubokban kezdtek rendszeresen fellépni. A The Mercer színtér 1971-ben jött létre a New York Dolls és a Suicide együttesek által, de 1973-ban váratlanul véget ért, amikor az épület összeomlott. A CBGB és a Max's szinteret a Ramones, a Television, a Blondie, Johnny Thunders (korábbi New York Dolls tag) és az általa létrehozott Heartbreakers, Richard Hell, a Talking Heads és a The Voidoids alkották. 1976 elejétől, a Punk Magazine első számának megjelenésétől kezdődően ezekre az együttesekre már a „punk” szóval hivatkoztak és mintaként szolgáltak az újabb előadók, például Lou Reed vagy Patti Smith számára (akik aztán az újabb számok címlapjaira kerültek).
Ez idő tájt egy kevésbé ünnepelt, de nem kevésbé jelentős színtér is kialakult Ohióban, amelyet az Electric Eels, a Devo és a (később, 1975-ben Pere Ubu és The Dead Boys együttesekké átalakuló) Rocket from the Tombs képviseltek.
Máshol is ekkoriban jelentek meg az első punkegyüttesek, például a The Saints az ausztráliai Brisbane-ben, a The Modern Lovers Bostonban, a Sex Pistols Londonban, amelyek néhol a helyi éjszakai klubokban léptek fel, néhol pedig saját törzshelyeket alakítottak ki, ahogyan a The Saints is tette, Brisbane külvárosában. A törzshelyek fellépési lehetőséget nyújtottak és találkozóhelyül szolgáltak az újabb zenészek számára (ahogyan a 100 Club Londonban, a CBGB New Yorkban vagy a The Masque Hollywoodban, amelyek a legelső ismert punkklubokká váltak).
Miközben a londoni együttesek aránylag közepes szintet értek el a korai punkhangzás terén, a helyi punkszíntér definiálta és összefoglalta a punkkultúra lényegét. 1975-ben, a New York Dolls feloszlása után, az őket menedzselő Malcolm McLaren visszatért Londonba, ahol megnyitotta a SEX nevű ruházati boltot, amely fontos szerepet játszott a punk öltözködési stílus kialakulásában. Emellett elkezdte menedzselni a The Swankerst, amelyből később létrejött a Sex Pistols. A Bromley Contingent néven ismert csoport, amelybe a rajongók kemény magja tartozott (és amely a többségük otthonául szolgáló külvárosról kapta a nevét) lassan kultuszt teremtett az együttes körül, miközben egyre többfelé fordultak meg az országban.
A punk-rock történelmében nagy jelentőségű 1976. július 4-ei Ramones-koncert, amelyen a The Stranglers is fellépett a londoni Roundhouse-ban nagy hatást gyakorolt az angol punk-rock színtérre. 1976-ban több Sex Pistols-rajongó is saját együttest alakított, mint például a The Clash, a Siouxsie & the Banshees, a The Adverts, a Generation X, a The Slits és az X-Ray Spex. Később csatlakozott hozzájuk a The Damned (amely a klasszikussá vált „New Rose” kislemezzel debütált), a The Jam, a The Vibrators, a Buzzcocks és a London is.
1976 decemberében a Sex Pistols, a The Clash, a The Damned, és a Johnny Thunders & the Heartbreakers összeállt az Anarchy Tourra, egy nagy-britanniai koncertsorozatra. A fellépőhelyek tulajdonosai több koncertet is lemondtak, miután a bulvármagazinok és más média szenzációhajhász történeteket kezdtek közölni az együttesekről és rajongóikról. A punk-rock az Egyesült Királyságban egy, a Thames Today által elhíresztelt televíziós botrány kapcsán vált ismertté, melynek során a Sex Pistols gitárosa, Steve Jones egy londoni tévécsatornán élő adásban szidalmazta a műsorvezetőt, Bill Grundyt.
Az első punk-rock témájú könyvek között megjelent The Boy Looked at Johnny (melynek szerzői Julie Burchill és Tony Parsons voltak), a punk-rock mozgalmat már befejezettnek tekintette – a könyv alcíme: The Obituary of Rock and Roll („A Rock and Roll gyászjelentése”) volt. A cím idézetként felbukkan az egyik dal szövegében Patti Smith 1975-ös Horses című albumán.
1977-ben a korábbiak hatására a punkegyüttesek újabb hulláma jelent meg. Köztük volt a The Misfits (New Jersey-ből), a The Exploited (Skóciából), a GBH (Angliából) a Black Flag (Los Angelesből), a Stiff Little Fingers (Észak-Írországból), és a Crass (Essexből), akik új útra terelték a punk-rock hangzást, megteremtve a hardcore punk műfaj alapjait.
Az Egyesült Királyságban a punkra a jamaicai reggae és a ska is hatást gyakorolt, amely a The Clash és a The Slits zenéjében is tükröződött. Az 1970-es évek végére a punk nyújtott alapot a ska mozgalom újraéledésének (2 Tone), olyan együttesek által, mint a The Beat (amely az USA-ban The English Beat néven ismert), a The Specials, a Madness és a The Selecter.
A punk fokozatosan alakult egyre változatosabbá az olyan együttesek tevékenysége révén, mint pl. a The Clash, akik más underground zenei irányzatokból, mint a ska és a rockabilly, vagy akár a dzsesszből is ihletet merítettek. Üzenete azonban nem változott; továbbra is felforgató, ellen-kulturális, lázító, politikailag elfogult és gyakran anarchista maradt. A punk-rock olyan problémákkal foglalkozik, mint a társadalommal való szembenállás, az alsóbb osztályok elnyomottsága vagy egy nukleáris háború kirobbanásának veszélye. Gyakran személyes, de nem kevésbé kritikus: sok dal szól az egyén személyes problémáiról, mint a munkanélküliség vagy az érzelmi és mentális gondok (például depresszió). A punk-rock azt kívánja közölni a társadalommal, hogy nincs minden rendben és nincs egyenlőség.

### A punk-rock alműfajai
A hetvenes és a nyolcvanas évek között a punk-rockból több, a műfajt sajátos módon értelmező alműfaj nőtte ki magát.
Az Egyesült Államokban feltűnt a hardcore punk, amely gyors, agresszív tempójáról és politikai témájú dalszövegeiről ismerhető fel. Olyan előadók által jelent meg, mint a Dead Kennedys, a Black Flag, a Bad Brains, a The Descendents, a korai The Replacements és a Germs, s olyanok által formálódott mozgalommá, mint a Minor Threat, a The Minutemen a Hüsker Dü és mások. New Yorkban nagy hardcore színtér jött létre az Agnostic Front, a Cro-Mags, a Murphy’s Law, a Sick of It All és a Gorilla Biscuits vezetésével. Ekkoriban alakult ki a skate punk, és a straight edge alműfaj is.
Eközben az Egyesült Királyságban, különféle post-punk együttesek jelentek meg, például Joy Division, Throbbing Gristle, Gang of Four, Siouxsie and the Banshees, Public Image Ltd, Adam and the Ants és a Bow Wow Wow, melyek közül az utolsó négyben megtalálhatók a brit punk-rock veteránjai is.
Habár egyes 1980-as évek előtti együtteseket is ide sorolnak be, az Oi! zene valójában csak a nyolcvanas években vált önálló műfajjá. Az elnevezés Garry Bushell újságírótól származik, aki a névadáshoz a Cockney Rejects „Oi! Oi! Oi!” című számát használta fel. A mozgalom jeles képviselői a Cock Sparrer, a Cockney Rejects, a Blitz és a Sham 69.
A Ramones-féle rágógumi-pop hatására formálódó stílusú együttesek dallamos zenéjét és dalszövegeit inkább a humor kísérte, a punkra jellemzőbb nihilizmus és rendszerellenesség helyett. A Ramones, a Buzzcocks, a The Rezillos és a Generation X a későbbi pop-punk alműfaj megalapítóinak is tekinthetők.
A feminista punk műfajban a legismertebb a Bikini Kill, majd pedig a Pussy Riot, a hazai formációk között pedig időrendi sorrendben a Rés, az Új nem, a PinUps és a Holnaplányok említhető meg.

### A punk-rock története Magyarországon
A punk mozgalom hazai megjelenése 1978-ra tehető. Az első együtteseket főként középiskolás fiatalok alakították meg a nyugati előadók, például az angol Sex Pistols hatására. A CPg, az ETA, a Kretens, a Tizedes meg a többiek, a QSS az Agydaganat és egyéb, dalszövegeikben a szocializmust élesen bíráló előadók tevékenységét a Kádár-korszakbeli kultúrpolitika nem nézte jó szemmel. Eleve a tiltott kategóriába kerültek. Lemezkiadásra nem volt lehetőségük, házi amatőr körülmények között vagy koncertjeiken rögzített zenéjük többnyire rossz minőségű magnókazettákon terjedt kézről kézre.
1983-ban a rendszert nyíltan becsmérlő CPg-t, amely összefüggésbe került az ekkoriban megjelenő rasszista skinhead mozgalommal, közösség elleni izgatás vádjával bíróság elé állították és tagjait – a fiatalkorú basszusgitáros kivételével – letöltendő börtönbüntetésre ítélték, hogy ezzel példát statuáljanak mindenki számára. Kevésbé ismeretes, hogy 1984-ben egy Közellenség nevű együttes is hasonló sorsa jutott, rögtön az első (félbeszakított) koncertje után. 1985 táján a rendszer már kevésbé volt szigorú (habár az időközben szigorúan titkos minősítés alól feloldott dokumentumok szerint a mozgalom tagjaival kapcsolatban a hatóságok továbbra is adatokat gyűjtöttek, illetve esetenként nyomozást is folytattak), a Kretens még egy külföldi turnéra is lehetőséget kapott, melynek sikere bizonyíték arra, hogy tehetség terén a hazai punk zenészek sem feltétlenül maradtak el külföldi társaiktól.
A punk első hullámának az 1990 körüli rendszerváltás vetett véget. Az időközben felnőtté vált első generációs punkok ezután többnyire felhagytak a zenéléssel, bár némelyik együttes nagyjából egy évtized múltán ismét összeállt egy-egy nosztalgiakoncert erejéig. A kilencvenes években bekövetkezett a mozgalom ideológiai átalakulása, mivel új ellenfélre talált a globalizáció, a kapitalizmus és a fogyasztói társadalom képében. A kortárs magyar punkegyüttesek közé tartozik a Barackca, a Trottel, a Junkies, az Alvin és a mókusok, Aurora, a Kretens, a Rózsaszín Pittbull, a Hatóságilag Tilos, a Prosectura, a Hátsó Szándék, a HétköznaPICSAlódások, a Fegyelmező Részleg, C.A.F.B.. Eközben az underground kitermelte a punkon belüli ellenzéket. (Csermanek Lakótelep, Élettér-elmélet, Das kapital, A Csinovnyik halála, Csók és Könny, Tekintetes Úr, Büdösök stb.) Ők az 1980-as évek megközelítési módját próbálják alkalmazni a jelen problémáira.

### Örökség és aktuális fejlődési utak

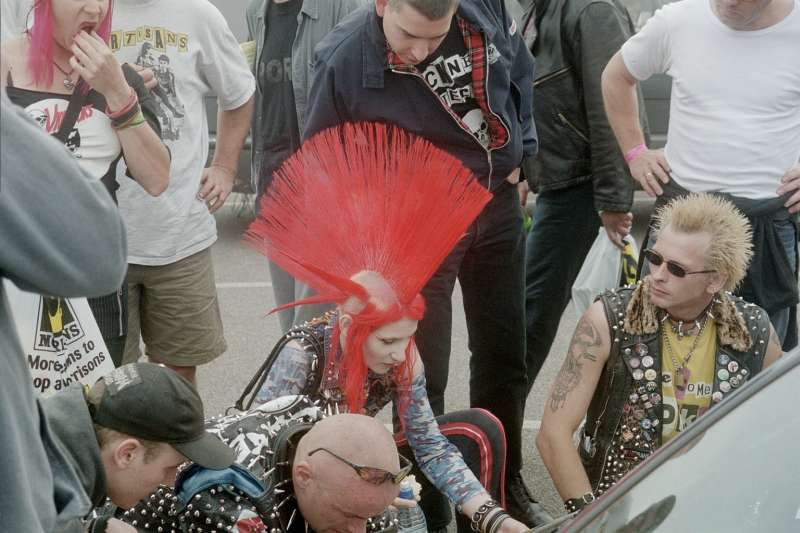
Punk divat szerint öltözködő fiatalok a Morecambe 2003 fesztiválon

Az underground punk mozgalom az Egyesült Államokban és Nagy-Britanniában számtalan olyan együttest termelt ki magából, melyek a punk-rock hangzást vagy az ahhoz kapcsolódó szellemiséget és a csináld magad etikát felhasználva valami egészen mást hoztak létre. Az 1980-as évek végére ezek az együttesek teljesen eltávolodtak punk elődeiktől, és megalkották az alternatív rockot. Az olyan alternatív együttesek, mint a Sonic Youth és a Pixies egyre nagyobb közönséget értek el, a kiadók pedig egyre nagyobb hasznot nyertek az undergroundból, amelyből 10 év alatt kinőttek.

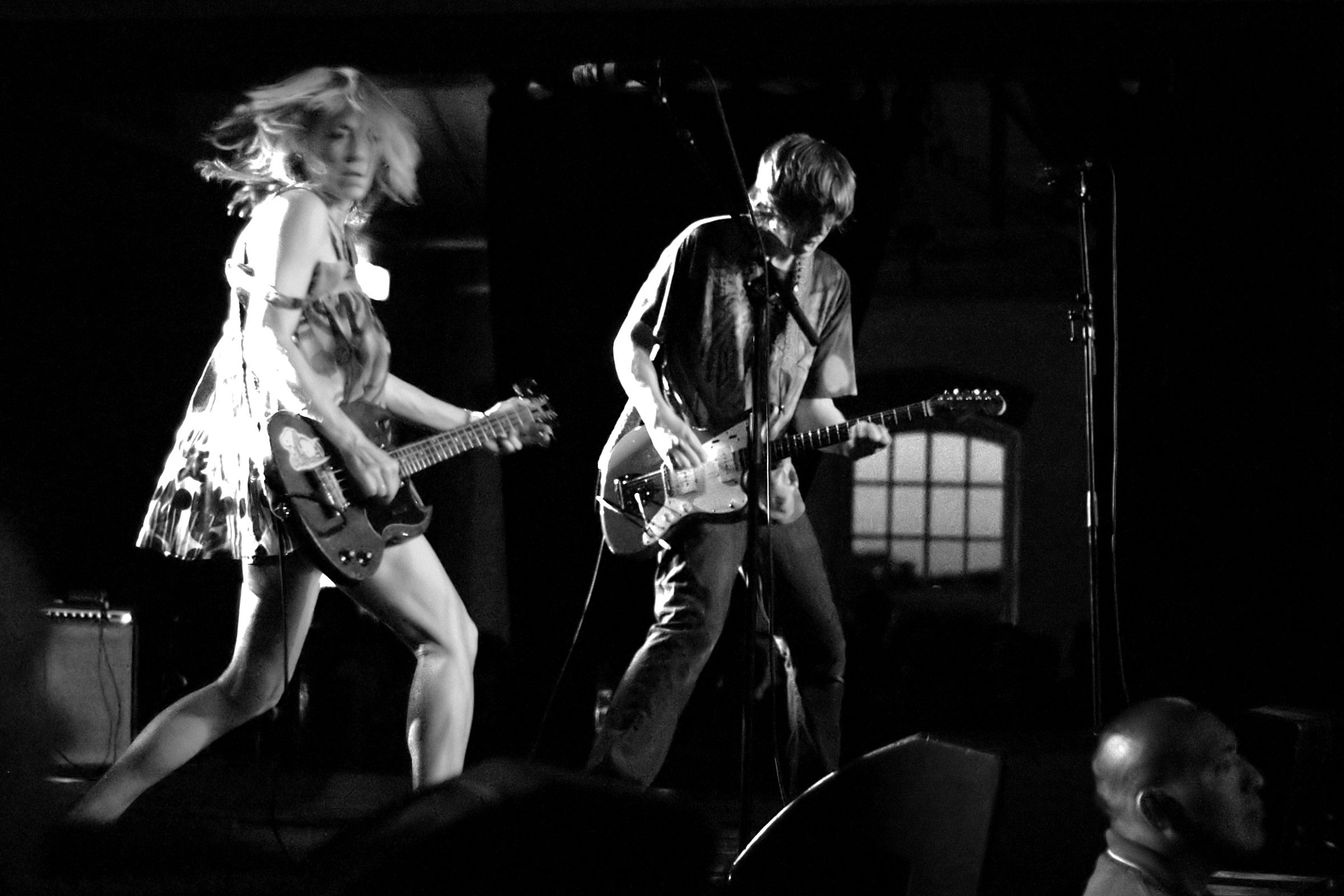
A Sonic Youth egy 2005-ös koncerten

1991-ben a Nirvana Nevermind című albuma óriási üzleti sikert ért el. A Nirvana a punkot tartotta a legfontosabb ötletadó forrásának. Habár saját stílusukat punk-rocknak definiálták és számos punk ikonért síkra szálltak (ahogyan azt az alternatív rock együttesek is tették), a Nirvana zenéje mégis ugyanolyan volt, mint a garázs vagy indie rock és a heavy metal egyes változatai, amelyek évtizedeken át léteztek. A Nirvana sikere indította be az alternatív rock kirobbanását, amely az 1980-as évek végéig szinte ismeretlenül létezett, és hozzásegítette ahhoz, hogy a részévé váljon a kilencvenes évek popzenéjének. Az 1991: The Year Punk Broke című film dokumentálja a rock zene rajongók ízlésének változását, példaként hozva fel a Nirvana-t, a Dinosaur Jr.-t és a Sonic Youthot.
Az 1990-es évek közepére egy új punk változatnak tekinthető mozgalom került be a zene főáramába. Színtere a kaliforniai Berkeleyben levő Gilman Street 924-ben koncentrálódott és olyan együttesek alkották, mint az Operation Ivy, a Green Day és a (részben volt Operation Ivy-tagokból álló) Rancid, amelyekhez később csatlakozott az AFI is. A Bad Religion gitárosa, Brett Gurewitz által alapított Epitaph Records nevű független kiadó megalkotta a „skate punk” bázisát, melyhez csatlakozott többek közt a The Offspring, a Pennywise, a NOFX és a The Suicide Machines.
Az együttesek egy része folyamatosan váltogatta a kiadókat, némelyikük pedig az átlag zenekedvelők számára könnyebben befogadható pop stílusú zenét kezdett játszani, amely üzleti sikert hozott. Az 1990-es évek végén a ska punk ismét újraéledt. Ez a folyamat a 2000-es években is folytatódott, olyan együttesek által, mint a Streetlight Manifesto, a Reel Big Fish és a Less Than Jake.
Az alternatív rock üzleti sikere megnyitotta az utat egy új stílus, a pop-punk számára, amelyet a sajtó „áruházi punknak” is nevezett; ez az irányzat a főáramban is komoly eredményeket ért el. A Blink-182, a Good Charlotte, a Sum 41, és mások felbukkantak az Music Television adásában és más média orgánumokban is. A 90-es évek végére a punk már annyira beépült a nyugati kultúrába, hogy ezen profitorientált együttesekre gyakran csak úgy hivatkoztak, mint „lázadókra”, fokozva ezzel a punk-rockerek nagy kiadókkal és Music Television-nal szembeni ellenszenvét, ugyanis ezeket az együtteseket épp az a rendszer vásárolta fel, amely ellen a mozgalom elindulása óta tiltakozott (habár a műfaj úttörői még jelentettek meg lemezeket a nagy kiadóknál is), így nem a punk igazi arcát mutatták meg. A vita a modern „pop punk” népszerűségéről folytatódott az eredetiséget és hitelességet kereső fiatal punkgeneráció tagjai között a 2000-es években, miközben a Green Day Grammy-díjat nyert és ezzel szupersztár státuszúvá vált.

## Ajánlott irodalom

### Magyar nyelven
- Pozsonyi Ádám. „A Lenin-szobor helyén bombatölcsér tátong” – A magyar punk története, 1978-1990. Magánkiadás (2003). ISBN 963430320X
- Sükösd Mihály: Beat, hippi, punk; 2. bőv. kiad.; Kozmosz Könyvek, Bp., 1985
- Szőnyei Tamás. Az új hullám évtizede. Laude (1989-). ISBN 9630269708
- Legs McNeill–Gillian McCain: Please kill me. A punkzene cenzúrázatlan története; ford. Tomori Gábor; Cartaphilus, Bp., 2009 (Legendák élve vagy halva)

### Angol nyelven
- Lester Bangs. Psychotic Reactions and Carburetor Dung (1988). ISBN 0679720456
- Julie Burchill & Tony Parsons. The Boy Looked At Johnny: The Obituary of Rock and Roll. Pluto Press, UK (1978). ISBN 0861040309
- Legs McNeil & Gillian McCain. Please Kill Me: The Uncensored Oral History of Punk. Penguin Books (1997). ISBN 0140266909
- Jon Savage. England's Dreaming. Faber and Faber, UK (1991). ISBN 0312069634
- Ian Glasper. Burning Britain – A History Of UK Punk 1980 to 1984. Cherry Red Books. ISBN 1901447243